# Dicranomyia (Dicranomyia) lachesis
Dicranomyia (Dicranomyia) lachesis is een tweevleugelige uit de familie steltmuggen (Limoniidae). De soort komt voor in het Palearctisch gebied.